# Johann Füzi

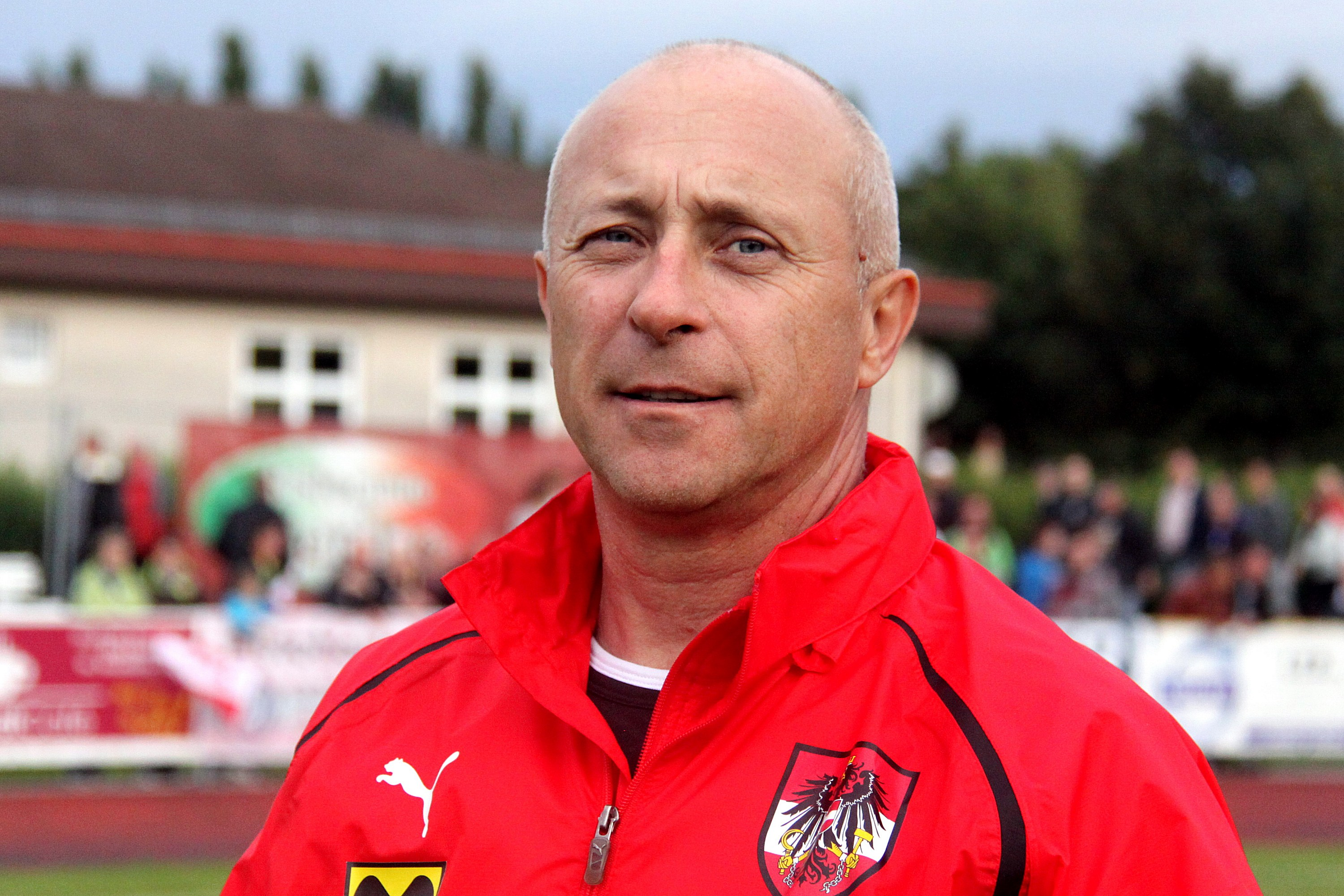
Johann Füzi (2013)

Johann Füzi (* 30. Oktober 1958 in Pamhagen) ist ein ehemaliger österreichischer Fußballspieler und derzeit Fußballtrainer.

## Karriere

### Als Spieler
Der Mittelfeldspieler und Stürmer begann seine fußballerische Laufbahn im Nachwuchs des UFC Pamhagen. Aufgrund seines Talents wechselte er im Juli 1977 zum Leistungszentrum Eisenstadt.
Im Sommer 1980 wurde Johann Füzi in den Kader der Kampfmannschaft des SC Eisenstadt übernommen. Sein Debüt für die Burgenländer gab er am 16. August 1980 unter Trainer Günter Kaltenbrunner beim 2:0-Heimsieg beim Linzer ASK, als er in der Startelf stand. Seinen ersten Treffer in der Bundesliga erzielte Füzi am 21. Februar 1981, als er beim 3:0-Sieg über den LASK zum zwischenzeitlichen 2:0 traf. Sein letztes Bundesligaspiel bestritt Füzi am 24. Mai 1985 unter Trainer Felix Latzke beim 1:1-Remis gegen den First Vienna FC 1894. Insgesamt bestritt Füzi für den SC Eisenstadt 100 Spiele in der Bundesliga, in denen er 13 Tore erzielte.
Seine weiteren Stationen als Spieler waren der 1. Wiener Neustädter SC (1985–1986) und der SV Sigless (ab 1986), wo er auch seine aktive Karriere ausklingen ließ.

### Als Trainer
Von 1. Juli 1992 bis 31. Dezember 1994 bekleidete Johann Füzi das Amt des Trainers des SC Eisenstadt in der Regionalliga Ost (der SC Eisenstadt war mittlerweile in die dritte Leistungsstufe abgestiegen). Nachdem er in der Saison 1992/93 den dritten Platz erreicht hatte, lief es in der Folgesaison 1993/94 weniger erfolgreich, weshalb Füzi in der Winterpause, nachdem man mit dem 13. Rang in Abstiegsgefahr geriet, abgelöst wurde. In der Folge übernahm Füzi bis 1996 den Trainerposten beim ASV Steinbrunn.
Mit Beginn der Saison 1996/97 wurde Füzi von der Fußballakademie Burgenland verpflichtet und war bis zum Ende 2005 Trainer verschiedener Mannschaften. Mit 1. Jänner 2006 wurde er zum sportlichen Leiter der Fußballakademie Burgenland bestellt. Er war bis 2021 sportlicher Leiter der Fußballakademie Burgenland.
Darüber hinaus ist oder war Füzi Co-Trainer folgender österreichischer Nachwuchs-Nationalmannschaften:
- Österreich U-16 (seit 1. Juni 2013) unter Teamchef Manfred Zsak
- Österreich U-19 (1. März 2012–1. Juni 2013) unter Teamchef Manfred Zsak (11 Spiele) und Rupert Marko (6 Spiele)
- Österreich U-18 (1. August 2011–29. Februar 2012) unter Teamchef Thomas Janeschitz (1 Spiel) und Manfred Zsak (1 Spiel)
- Österreich U-17 (1. August 2010–31. Juli 2011) unter Teamchef Thomas Janeschitz (9 Spiele)
- Österreich U-16 (1. Juli 2009–31. Juli 2010) unter Teamchef Andreas Heraf (2 Spiele) und Thomas Janeschitz (8 Spiele)
- Österreich U-21 (1. November 2006–30. Juni 2009) unter Teamchef Manfred Zsak (19 Spiele) und Andreas Herzog (3 Spiele)

Darüber hinaus ist Johann Füzi im Jugend- und Breitensportausschuss und im Trainer- und Kursreferat des Burgenländischen Fußballverbandes tätig.